# نوريوكي أبيه
نوريوكي أبيه (阿部記之 أبيه نوريوكي) هو مخرج أنمي ياباني ولد في 19 يوليو 1961.

## أعماله في مجال الإخراج

### مسلسلات انمي تلفزيونية
- يو يو هاكوشو
- نينكو
- مغامرات فوزان
- شعلة ريكا
- العملاق الصغير ميكرومان
- غريت تيتشر أونيزوكا
- حكايات أشباح المدرسة
- طوكيو ميو ميو
- أكاديمية المحققين Q
- بليتش
- الخادم الأسود Book of Circus
- أسطورة أرسلان
- ديفاين غيت
- بوروتو: ناروتو نكست جينيريشنز (الإخراج الرئيسي)

### أوفا أنمي
- الخادم الأسود: كتاب القتل

### أفلام أنمي
- يو يو هاكوشو
- يو يو هاكوشو: روابط اللهب
- نينكو
- بليتش: ميموريز أوف نوبودي
- بليتش: ذا داياموند داست ريبيليون، هيورينمارو آخر
- بليتش: فايد تو بلاك، أُنادي اسمكِ
- بليتش: فصل الجحيم
- الخادم الأسود: كتاب الأطلنتيك

## أعماله خارج مجال الإخراج
- ترايجان (رسم لوحة القصة)
- هيكارو نو غو (إخراج شارة البداية)
- كازي نو يوجيمبو (رسم لوحة القصة)
- فاينل فانتسي: أنليميتد (رسم لوحة القصة)
- هاجيمي نو إيبو (رسم لوحة القصة)
- فتاة الغسق x فقدان الذاكرة (رسم لوحة القصة)
- تسوريتاما (رسم لوحة القصة، إخراج شارة البداية)
- ناروتو شيبودن (رسم لوحة القصة، إخراج الحلقات)
- غاتشامان كراودز (رسم لوحة القصة)
- والكوري رومانتزي (رسم لوحة القصة)
- من الغد الهادئ (رسم لوحة القصة، إخراج الحلقات)
- ماغي: The Kingdom of Magic (رسم لوحة القصة)
- نيسيكوي (رسم لوحة القصة)
- هاجيمي نو إيبو Rising (رسم لوحة القصة)
- فرسان سيدونيا (رسم لوحة القصة)
- الخطايا السبع المميتة (رسم لوحة القصة، إخراج شارة النهاية)

## وصلات خارجية
- نوريوكي أبيه على موقع IMDb (الإنجليزية)
- نوريوكي أبيه على موقع قاعدة بيانات الفيلم (الإنجليزية)
- نوريوكي أبيه على موقع كينوبويسك (الروسية)
- نوريوكي أبيه على موقع ANN person (الإنجليزية)